# Uropterygius
Uropterygius es un género de la familia de las morenas.

## Especies
- Uropterygius alboguttatus Smith, 1962
- Uropterygius concolor Rüppell, 1838
- Uropterygius fasciolatus Regan, 1909
- Uropterygius fuscoguttatus Schultz, 1953
- Uropterygius genie Randall & Golani, 1995
- Uropterygius golanii McCosker & Smith, 1997
- Uropterygius inornatus Gosline, 1958
- Uropterygius kamar McCosker & Randall, 1977
- Uropterygius macrocephalus Bleeker, 1865
- Uropterygius macularius Lesueur, 1825
- Uropterygius makatei Gosline, 1958
- Uropterygius marmoratus Lacepède, 1803
- Uropterygius micropterus Bleeker, 1852
- Uropterygius nagoensis Hatooka, 1984
- Uropterygius polyspilus Regan, 1909
- Uropterygius polystictus Myers & Wade, 1941
- Uropterygius supraforatus Regan, 1909
- Uropterygius versutus Bussing, 1991
- Uropterygius wheeleri Blache, 1967
- Uropterygius xanthopterus Bleeker, 1859
- Uropterygius xenodontus McCosker & Smith, 1997